# Xã LeBoeuf, Quận Erie, Pennsylvania
Xã LeBoeuf (tiếng Anh: LeBoeuf Township) là một xã thuộc quận Erie, tiểu bang Pennsylvania, Hoa Kỳ. Năm 2010, dân số của xã này là 1.698 người.